# 16e étape du Tour de France 2005
Pour un article plus général, voir Tour de France 2005.
La 16e étape du Tour de France 2005 s'est déroulée le 19 juillet 2005 entre Mourenx et Pau sur une distance de 180,5 kilomètres en traversant divers cols des Pyrénées.
Les attaques démarrent dès le début de l'étape et un groupe comprenant Cadel Evans, Xabier Zandio et Juan Antonio Flecha parvient à s'échapper du peloton dès le 26e kilomètre. Au col d'Ichère, les échappés comptent 5 min 20 s d'avance, puis au col de Marie-Blanque 6 min 10 s. Lors de la montée du col de Marie-Blanque Óscar Pereiro et Eddy Mazzoleni partent à la poursuite des échappés.
La montée la plus difficile du col d'Aubisque casse la cohésion du groupe de tête. Cadel Evans parvient en premier au sommet, suivi de Óscar Pereiro et Eddy Mazzoleni à 47 secondes. Lors de la longue descente vers Pau se reconstitue un groupe de tête composé d'Evans, Mazzoleni, Pereiro et Zandio. Ce groupe est poursuivi par un autre groupe de 8 coureurs à 2 min.
L'arrivée finale se joue au sprint et c'est l'Espagnol Óscar Pereiro qui parvient à devancer Xabier Zandio et Eddy Mazzoleni pour la victoire d'étape, à deux jours de sa seconde place lors de la 15e étape. Le groupe des huit poursuivants arrive avec 2 min 25 s de retard et le peloton arrive à 3 min 26 s. Les classements généraux n'ont pas été modifiés durant l'étape.
À noter qu'un spectateur a frappé le coureur Kazakh Andrey Kashechkin, qui, déboussolé, prend la course en sens inverse, avant d'être soigné et de reprendre le bon sens de la course.

## Sprints intermédiaires
1er sprint intermédiaire à Bidos (27 km)
| Premier   | Philippe Gilbert, 6 pts. et 6 s    |
| Second    | Ludovic Turpin, 4 pts. et 4 s      |
| Troisième | Juan Antonio Flecha, 2 pts. et 2 s |

2e sprint intermédiaire à Arthez-d'Asson (140,5 km)
| Premier   | Óscar Pereiro, 6 pts. et 6 s |
| Second    | Cadel Evans, 4 pts. et 4 s   |
| Troisième | Xabier Zandio, 2 pts. et 2 s |

## Classement du maillot à pois de la montagne
Col d'Ichère Catégorie 3 (50,5 km)
| Premier   | Jérôme Pineau, 4 pts.      |
| Second    | Jörg Ludewig, 3 pts.       |
| Troisième | Christopher Horner, 2 pts. |
| Quatrième | Fred Rodriguez, 1 pts.     |

Col de Marie-Blanque Catégorie 1 (78,5 km)
| Premier   | Jörg Ludewig, 15 pts.      |
| Second    | Anthony Geslin, 13 pts.    |
| Troisième | Xabier Zandio, 11 pts.     |
| Quatrième | Philippe Gilbert, 9 pts.   |
| Cinquième | Cadel Evans, 8 pts.        |
| Sixième   | Ludovic Turpin, 7 pts.     |
| Septième  | Cédric Vasseur, 6 pts.     |
| Huitième  | Christopher Horner, 5 pts. |

Col d'Aubisque "Hors catégorie" (108,5 km)
| Premier   | Cadel Evans, 20 pts.        |
| Second    | Óscar Pereiro, 18 pts.      |
| Troisième | Eddy Mazzoleni, 16 pts.     |
| Quatrième | Xabier Zandio, 14 pts.      |
| Cinquième | Marcos Serrano, 12 pts.     |
| Sixième   | Jörg Ludewig, 10 pts.       |
| Septième  | Philippe Gilbert, 8 pts.    |
| Huitième  | Juan Antonio Flecha, 7 pts. |
| Neunter   | Anthony Geslin, 6 pts.      |
| Zehnter   | Jérôme Pineau, 5 pts.       |

Côte de Pardies-Piétat Catégorie 4 (161 km)
| Premier   | Óscar Pereiro, 3 pts. |
| Second    | Cadel Evans, 2 pts.   |
| Troisième | Xabier Zandio, 1 pts. |